# L’Aleixar
L’Aleixar (spanisch Aleixar) ist eine Gemeinde im Süden Kataloniens mit 962 Einwohnern (Stand: 2024) und liegt in der Provinz Tarragona und der Comarca Baix Camp. Neben dem Hauptort L’Aleixar besteht die Gemeinde aus der Ortschaft Les Costes. 

## Lage
L’Aleixar liegt etwa 19 Kilometer nordwestlich vom Stadtzentrum von Tarragona in einer Höhe von ca. 260 m.

## Bevölkerungsentwicklung
| Jahr      | 1970 | 1981 | 1991 | 2001 | 2011 | 2021 |
| Einwohner | 695  | 651  | 618  | 725  | 914  | 912  |

## Sehenswürdigkeiten

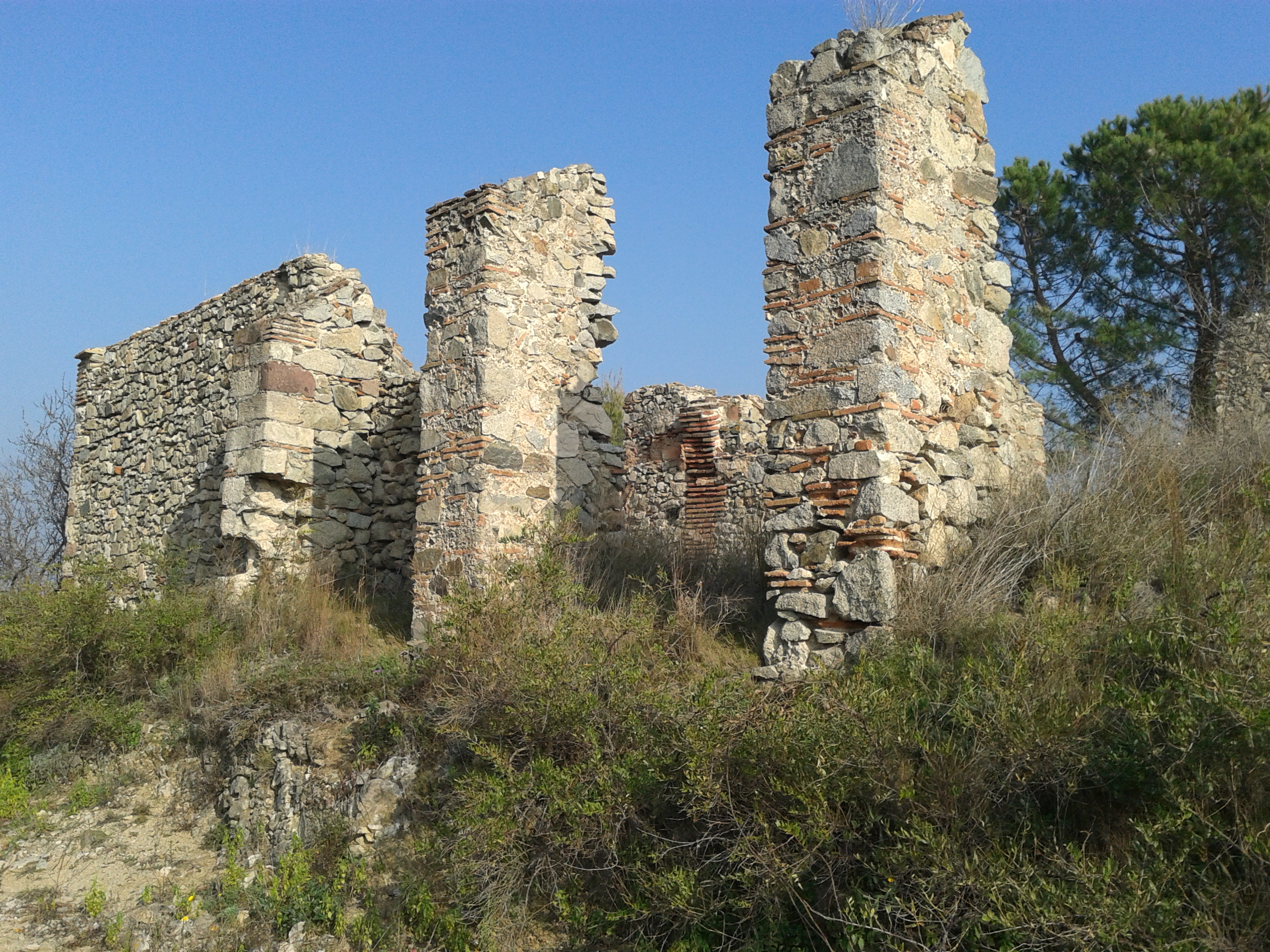
Ruine der Antoniuskirche
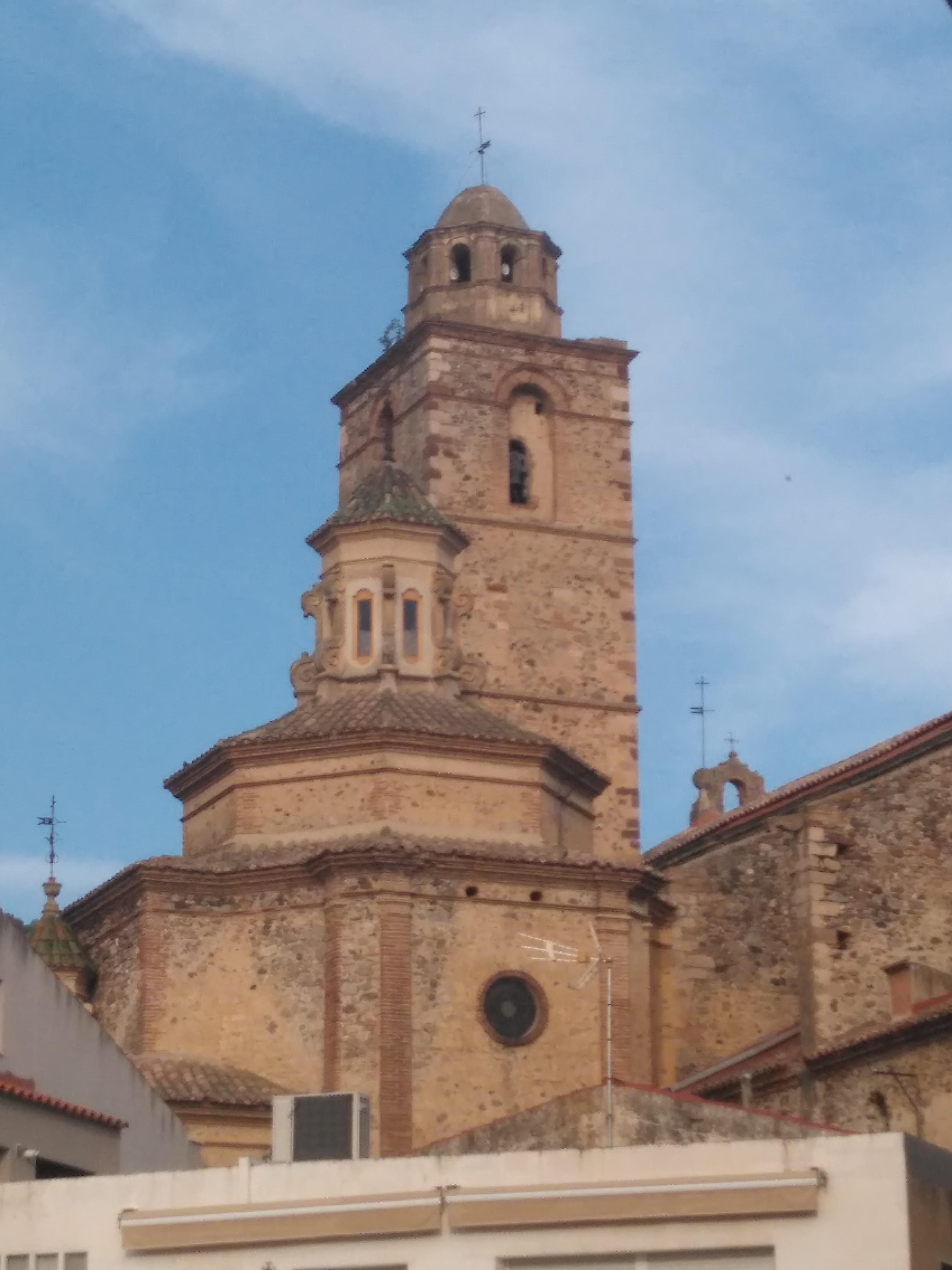
Martinskirche
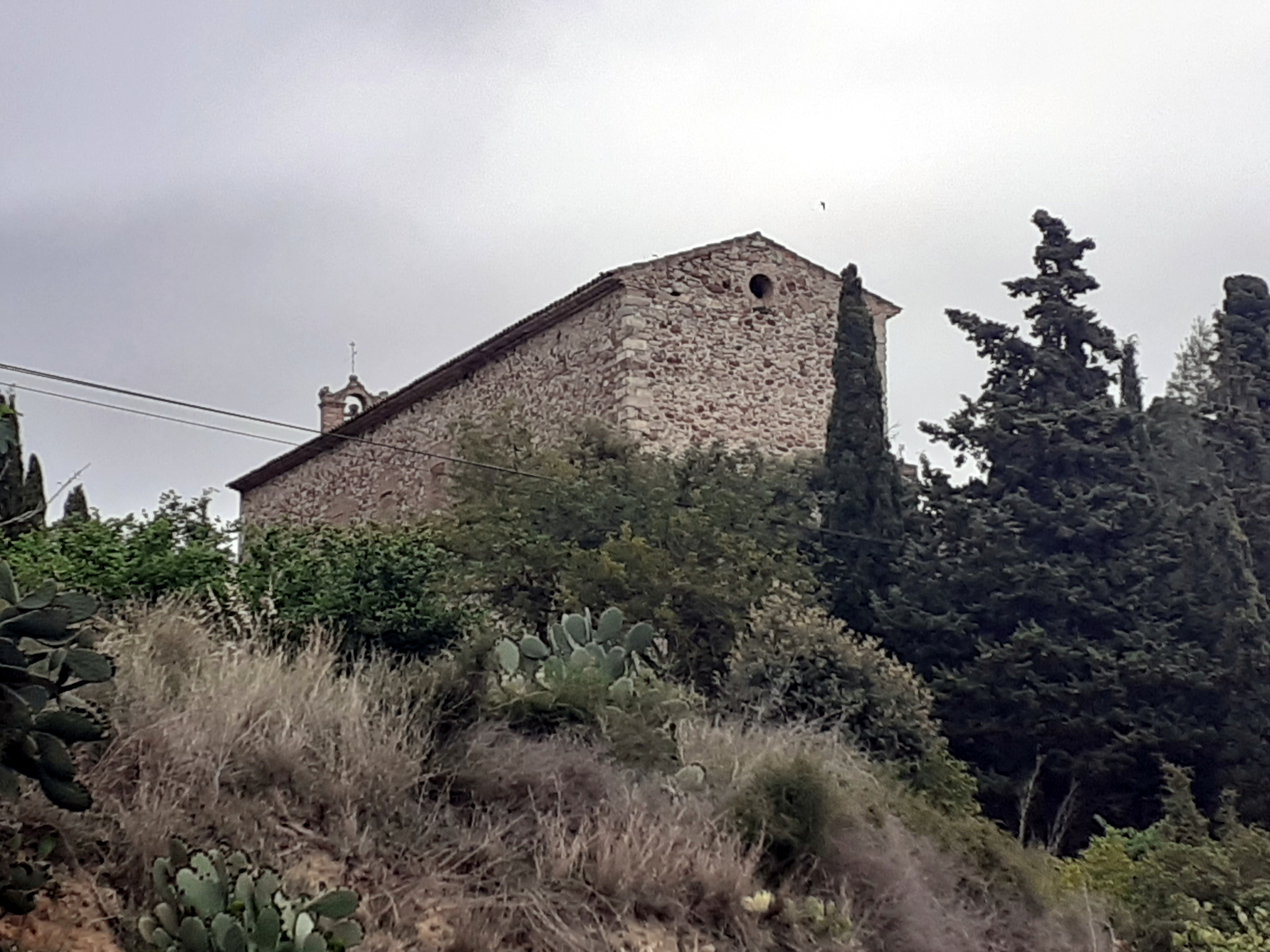
Blasiuskapelle

- Ruine der Antoniuskirche
- Martinskirche
- Blasiuskapelle

## Persönlichkeiten
- Simó de Guardiola y Hortoneda (1773–1851), römisch-katholischer Geistlicher, Bischof von Urgell 1828–1851